# Copa do Nordeste 1998
In 1998 werd de vierde editie van de Copa do Nordeste gespeeld voor voetbalclubs uit de Braziliaanse regio regio Noordoost. De competitie werd gespeeld van 4 tot 15 december. Sport do Recife werd de winnaar. 
Aan de competitie namen clubs deel uit de staten staten Alagoas, Bahia, Ceará, Paraíba, Pernambuco Rio Grande do Norte, en Sergipe. 

## Eerste fase

### Groep A
| Plaats | Club      | Wed. | W | G | V | Saldo | Ptn. |
| ------ | --------- | ---- | - | - | - | ----- | ---- |
| 1.     | Bahia     | 6    | 4 | 0 | 2 | 9:3   | 12   |
| 2.     | Ceará     | 6    | 3 | 2 | 1 | 11:8  | 11   |
| 3.     | CSA       | 6    | 2 | 1 | 3 | 11:13 | 7    |
| 4.     | Confiança | 6    | 1 | 1 | 4 | 6:13  | 4    |

|  | Geplaatst voor knockout-fase |

### Groep B
| Plaats | Club       | Wed. | W | G | V | Saldo | Ptn. |
| ------ | ---------- | ---- | - | - | - | ----- | ---- |
| 1.     | Santa Cruz | 6    | 4 | 0 | 2 | 13:8  | 12   |
| 2.     | Vitória    | 6    | 3 | 1 | 2 | 19:7  | 10   |
| 3.     | CRB        | 6    | 2 | 1 | 3 | 5:14  | 7    |
| 4.     | Sergipe    | 6    | 1 | 2 | 3 | 4:12  | 5    |

|  | Geplaatst voor knockout-fase |

### Groep C
| Plaats | Club                | Wed. | W | G | V | Saldo | Ptn. |
| ------ | ------------------- | ---- | - | - | - | ----- | ---- |
| 1.     | Botafogo            | 6    | 4 | 1 | 1 | 10:6  | 13   |
| 2.     | América de Natal    | 6    | 3 | 1 | 2 | 11:7  | 10   |
| 3.     | Fluminense de Feira | 6    | 2 | 1 | 3 | 7:7   | 7    |
| 4.     | Náutico             | 6    | 1 | 1 | 4 | 4:12  | 4    |

|  | Geplaatst voor knockout-fase |

### Groep D
| Plaats | Club      | Wed. | W | G | V | Saldo | Ptn. |
| ------ | --------- | ---- | - | - | - | ----- | ---- |
| 1.     | ABC       | 6    | 4 | 1 | 1 | 11:6  | 13   |
| 2.     | Fortaleza | 6    | 3 | 2 | 1 | 9:5   | 11   |
| 3.     | Sport     | 6    | 3 | 1 | 2 | 17:7  | 10   |
| 4.     | Treze     | 6    | 0 | 0 | 6 | 5:24  | 0    |

|  | Geplaatst voor knockout-fase |

## Tweede fase

### Groep E
| Plaats | Club      | Wed. | W | G | V | Saldo | Ptn. |
| ------ | --------- | ---- | - | - | - | ----- | ---- |
| 1.     | Vitória   | 6    | 4 | 1 | 1 | 12:5  | 13   |
| 2.     | Bahia     | 6    | 3 | 2 | 1 | 17:10 | 11   |
| 3.     | Botafogo  | 6    | 3 | 1 | 2 | 11:7  | 10   |
| 4.     | Fortaleza | 6    | 0 | 0 | 6 | 4:22  | 0    |

|  | Geplaatst voor finale |

### Groep F
| Plaats | Club             | Wed. | W | G | V | Saldo | Ptn. |
| ------ | ---------------- | ---- | - | - | - | ----- | ---- |
| 1.     | América de Natal | 6    | 5 | 0 | 1 | 14:5  | 15   |
| 2.     | Santa Cruz       | 6    | 3 | 1 | 2 | 8:9   | 10   |
| 3.     | Ceará            | 6    | 2 | 1 | 3 | 5:6   | 7    |
| 4.     | ABC              | 6    | 0 | 2 | 4 | 5:12  | 2    |

|  | Geplaatst voor finale |

## Finale
|             |         |       |                  |  |
| 20 mei Heen | Vitória | 2 – 1 | América de Natal |  |
| 20 mei Heen |         |       |                  |  |

|              |                  |       |         |  |
| 4 juni Terug | América de Natal | 3 – 1 | Vitória |  |
| 4 juni Terug |                  |       |         |  |

### Winnaar
| Campeonato do Nordeste de 1998       |
| Rio Grande do Norte                  |
| ------------------------------------ |
| AMÉRICA DE NATAL Kampioen (1° titel) |